# Onitis tingaudi
Onitis tingaudi är en skalbaggsart som beskrevs av Keith och Moretto 2007. Onitis tingaudi ingår i släktet Onitis och familjen bladhorningar. Inga underarter finns listade i Catalogue of Life.